# فرد ألدرمان
فرد ألدرمان (بالإنجليزية: Fred Alderman)‏ هو عداء سريع أمريكي، ولد في 24 يونيو 1905 في لانسنغ في الولايات المتحدة، وتوفي في 15 سبتمبر 1998 في سوشال سيركل في الولايات المتحدة.

## وصلات خارجية
- فرد ألدرمان على موقع أوليمبيديا (الإنجليزية)